# Олівія Кіттерідж (телефільм)
Олівія Кіттерідж (англ. Olive Kitteridge) — телевізійний фільм у чотирьох частинах (мінісеріал), знятий у 2014 році для телевізійної мережі HBO американською режисеркою українського походження Лізою Холоденко за однойменним романом американської письменниці Елізабет Страут. Мінісеріал складається з чотирьох частин, кожна з яких зображує певний проміжок часу з життя головної героїні Олівії Кіттерідж.

## Сюжет
Події фільму відбуваються у провінційному містечку штату Мен. Олівія Кіттерідж (Френсіс МакДорманд) усе своє життя присвятила роботі вчителькою математики, чоловікові Генрі (Річард Дженкінс), який керує фармацевтичною крамницею, та вихованню їхнього сина Кристофера (Джон Галагер). Олівія — людина з важким жорстким характером, мізантропка, з першого погляду байдужа до всього навколо неї та намагається відштовхнути від себе друзів та близьких. Втім, часто вона керується виключно добромисними намірами та піклуванням за іншими. Протягом 25 років, зображених у фільмі, Олівія намагається здолати найглибшу депресію, бореться зі всіма труднощами життя, сімейними конфліктами, трагічними втратами, та врешті робить доленосний вибір.

## У ролях
- Френсіс Макдорманд — Олівія Кіттерідж, шкільна вчителька математики
- Річард Дженкінс — Генрі Кіттерідж, чоловік Олівії, міський фармацевт
- Зої Казан — Деніз Тібодо, клерк у фармацевтичній крамниці Генрі
- Розмарі Девітт — Рейчел Колсон, мати шкільного друга Кристофера Кіттерідж
- Марта Вейнрайт — Анджела Омаруа, піаністка у барі та, згодом, у госпісі
- Джон Галагер — Кристофер Кіттерідж (дорослий), син Олівії та Генрі, педіатр-інтерн
  - Девін Друїд — Кристофер Кіттерідж (у 13 років)
- Джессі Племенс — Джеррі Маккарті, кур'єр у фармацевтичній крамниці, згодом другий чоловік Деніз
- Білл Мюррей — Джек Кеннісон, заможний вдівець, згодом друг Олівії
- Меріенн Урбано — Лінда Кеннісон, дружина Джека
- Пітер Маллан — Джим Окейсі, шкільний вчитель Кристофера
- Бреді Корбет — Генрі Тібодо, перший чоловік Деніз
- Ліббі Вінтерс — Сюзанн, перша дружина Кристофера
- Патріша Келембер — Джойс, мати Сюзанн
- Одрі Марі Андерсон — Енн, друга дружина Кристофера
- Донна Мітчел — Луїз Ларкін, найбагатша жінка у місті

## Епізоди
| № серії | Назва серії        | Режисер(и)     | Сценарист(и)   | Оригінальна дата виходу |
| --- | ------------------ | -------------- | -------------- | ----------------------- |
| 1 | «Pharmacy»         | Ліза Холоденко | Джейн Андерсон | 2 листопада 2014        |
| Штат Мен, 1980 рік. Олівія Кіттерідж - вчителька математики в середній школі, яка не терпить дурнів і ніколи не соромиться висловлювати свою думку, незважаючи на те, скільки болю вона може завдати. Вона байдуже ставиться до свого чоловіка Генрі і сувора з сином Кристофером, який намагається їй догодити. Генрі - місцевий аптекар, і після того, як його давній помічник помирає від інсульту, він наймає молоду жінку Деніз Тібодо, чоловіка якої також звуть Генрі. Два Генрі вирушають на полювання з третім чоловіком, і молодший Генрі гине в результаті нещасного випадку. Після смерті чоловіка старший Генрі зближується з Деніз, вчить її водити машину і дарує їй кошеня. Олівія відчуває потяг до вчителя англійської мови у своїй школі і цікавиться Кевіном Коулсоном, одним з її учнів, чия мати Рейчел страждає на біполярний розлад.                                   |                    |                |                |                         |
| 2 | «Incoming Tide»    | Ліза Холоденко | Джейн Андерсон | 2 листопада 2014        |
| Минули роки, і Кевін Коулсон, який зараз навчається в Нью-Йорку на психіатра, повертається до міста. Він бореться з наслідками самогубства своєї матері Рейчел і відчуває симптоми шизофренії, зокрема яскраві галюцинації. Кевін сам подумує про самогубство, але його перебиває Олівія Кіттерідж, яка втягує його в розмову про місто і помічає пістолет на задньому сидінні його машини. Кевін також рятує коли́шню однокласницю від утоплення. Кристофер збирається одружитися, і Олівія запрошує Кевіна на репетиційну вечерю. Олівія недолюблює свою майбутню невістку Сюзанну, а також своїх майбутніх свекрів. Вона запрошує Кевіна погостювати у них і на весілля наступного дня. У день весілля Олівія поводиться холодно з усіма, хто її оточує, включно з новими свекрами та членами сім'ї Сюзанни.                                                                                 |                    |                |                |                         |
| 3 | «A Different Road» | Ліза Холоденко | Джейн Андерсон | 3 листопада 2014        |
| Олівія і Генрі засмучені, коли їм телефонує Кристофер, який зараз живе в Каліфорнії і працює ортопедом, щоб повідомити, що вони з Сюзанною розлучаються. Генрі виглядає задоволеним своїм розлученням і пояснює, що він проходить терапію. Він також повідомляє батькам, що не приїде до них в гості. Повертаючись додому з вечері, Олівія і Генрі зупиняються біля лікарні, щоб скористатися туалетом. Двоє озброєних до зубів наркоманів приходять у пошуках наркотиків, беруть у заручники пацієнтів і персонал. Перебуваючи в полоні, Олівія і Генрі сперечаються, звинувачуючи один одного в небажанні Кристофера відвідувати лікарню. Олівія також розповідає, що планувала піти від нього до свого колишнього колеги. Після цих випробувань Кристофер пропонує батькам звернутися до психолога, але Олівія і слухати не хоче. Генрі переживає інсульт і втрачає здатність спілкуватися. |                    |                |                |                         |
| 4 | «Security»         | Ліза Холоденко | Джейн Андерсон | 3 листопада 2014        |
| Олівія відвідує Кристофера та його нову дружину Енн у Нью-Йорку, але стосунки між ними залишаються напруженими. Енн подобається Олівії більше, ніж перша дружина Кристофера, але вона критично ставиться до того, як Енн виховує двох дітей від попередніх стосунків, і до її навичок ведення домашнього господарства. Кульмінацією напруженості стає сварка між Олівією і Кристофером, який стверджує, що в дитинстві вона була суворою і недбайливою до нього. Олівія повертається з поїздки раніше, дізнавшись, що її чоловік помер. Через півроку Олівія знайомиться з багатим вдівцем Джеком Кенісоном, і вони починають зустрічатися, незважаючи на початкові розбіжності. |                    |                |                |                         |

## Нагороди
Фільм отримав схвальні відгуки глядачів і кінокритиків та декілька номінацій на нагороди, зокрема, Золотий Глобус, Премію Гільдії кіноакторів США тощо.
| Рік      | Нагорода                             | Категорія                                                         | Номінанти                          | Результат |
| -------- | ------------------------------------ | ----------------------------------------------------------------- | ---------------------------------- | --------- |
| 2015 рік | Премія Гільдії режисерів монтажу США | Найкращий монтаж міні-серіалу або телевізійного фільму            | Джефрі М. Вернер (режисер монтажу) | Номінація |
| 2015 рік | Премія Гільдії режисерів США         | Премія за визначну режисуру телевізійного фільму                  | Ліза Холоденко                     | Перемога  |
| 2015 рік | 72-га премія Золотий глобус          | Найкращий мінісеріал або телефільм                                | Олівія Кіттерідж                   | Номінація |
| 2015 рік | 72-га премія Золотий глобус          | Найкраща жіноча роль у міні-серіалі або телефільмі                | Френсіс Макдорманд                 | Номінація |
| 2015 рік | 72-га премія Золотий глобус          | Найкраща чоловіча роль другого плану у мінісеріалі або телефільмі | Білл Мюррей                        | Номінація |
| 2015 рік | 67-ма Прайм-тайм премія «Еммі»       | Найкращий актор у мінісеріалі або фільмі                          | Річард Дженкінс                    | Перемога  |
| 2015 рік | 19-та Премія Супутник                | Найкращий актор у мінісеріалі або телефільмі                      | Річард Дженкінс                    | Номінація |
| 2015 рік | 19-та Премія Супутник                | Найкраща актриса у мінісеріалі або телефільмі                     | Френсіс Макдорманд                 | Перемога  |
| 2015 рік | 19-та Премія Супутник                | Найкращий мінісеріал або телевізійний фільм                       | Олівія Кіттерідж                   | Перемога  |
| 2015 рік | 19-та Премія Супутник                | Найкраща жіноча роль другого плану у мінісеріалі або телефільмі   | Зої Казан                          | Номінація |
| 2015 рік | 21-а Премія Гільдії кіноакторів США  | За видатне виконання жіночої ролі у мінісеріалі або телефільмі    | Френсіс Макдорманд                 | Перемога  |
| 2015 рік | 21-а Премія Гільдії кіноакторів США  | За видатне виконання чоловічої ролі у мінісеріалі або телефільмі  | Річард Дженкінс                    | Номінація |
| 2015 рік | Премія Гільдії сценаристів США       | Найкраща адаптація великого твору                                 | Джейн Андерсон                     | Перемога  |